# Wildkamera

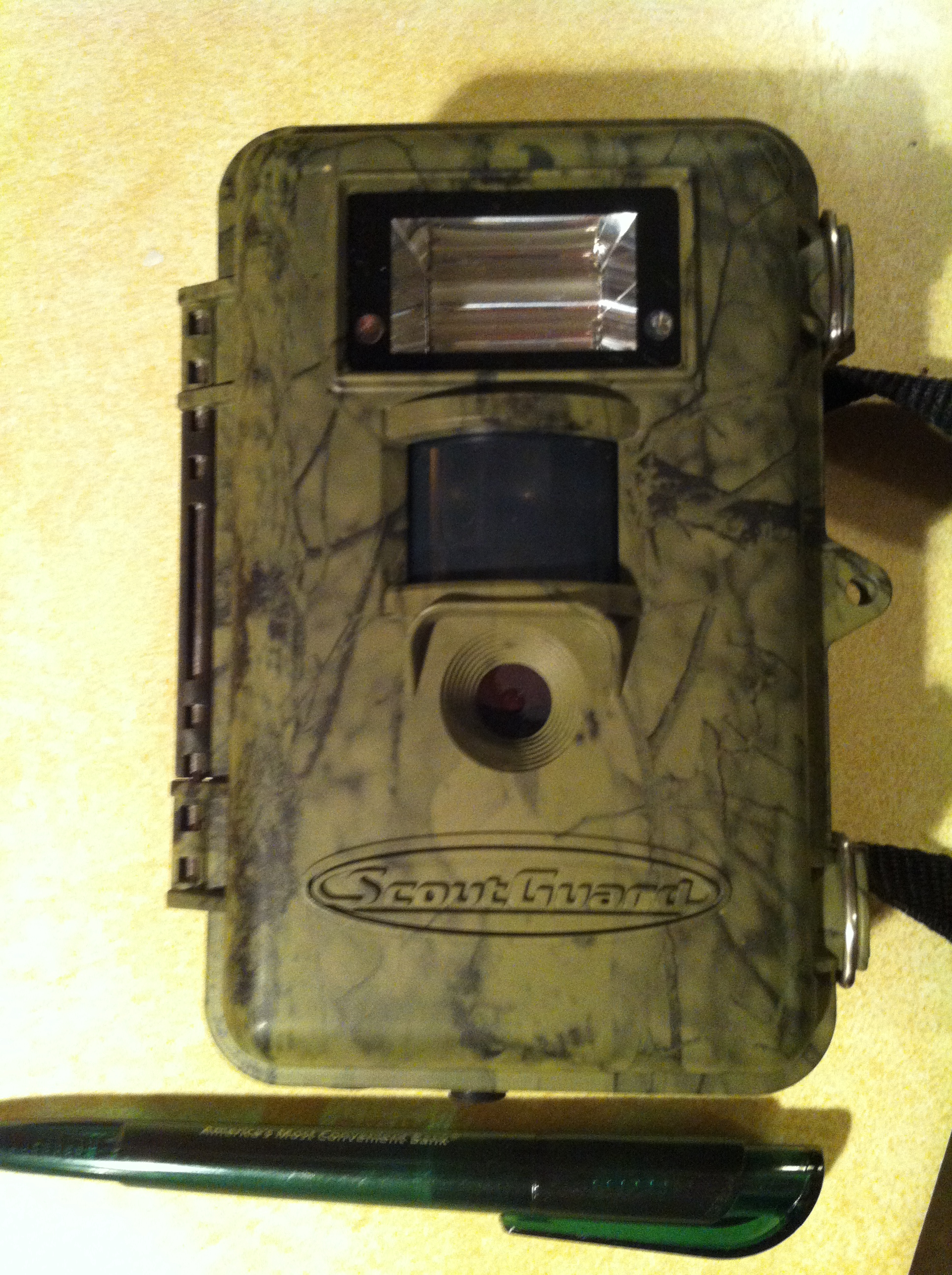
Eine Wildkamera in Tarnfarbe mit Blitzlicht, Bewegungssensor und Kameralinse

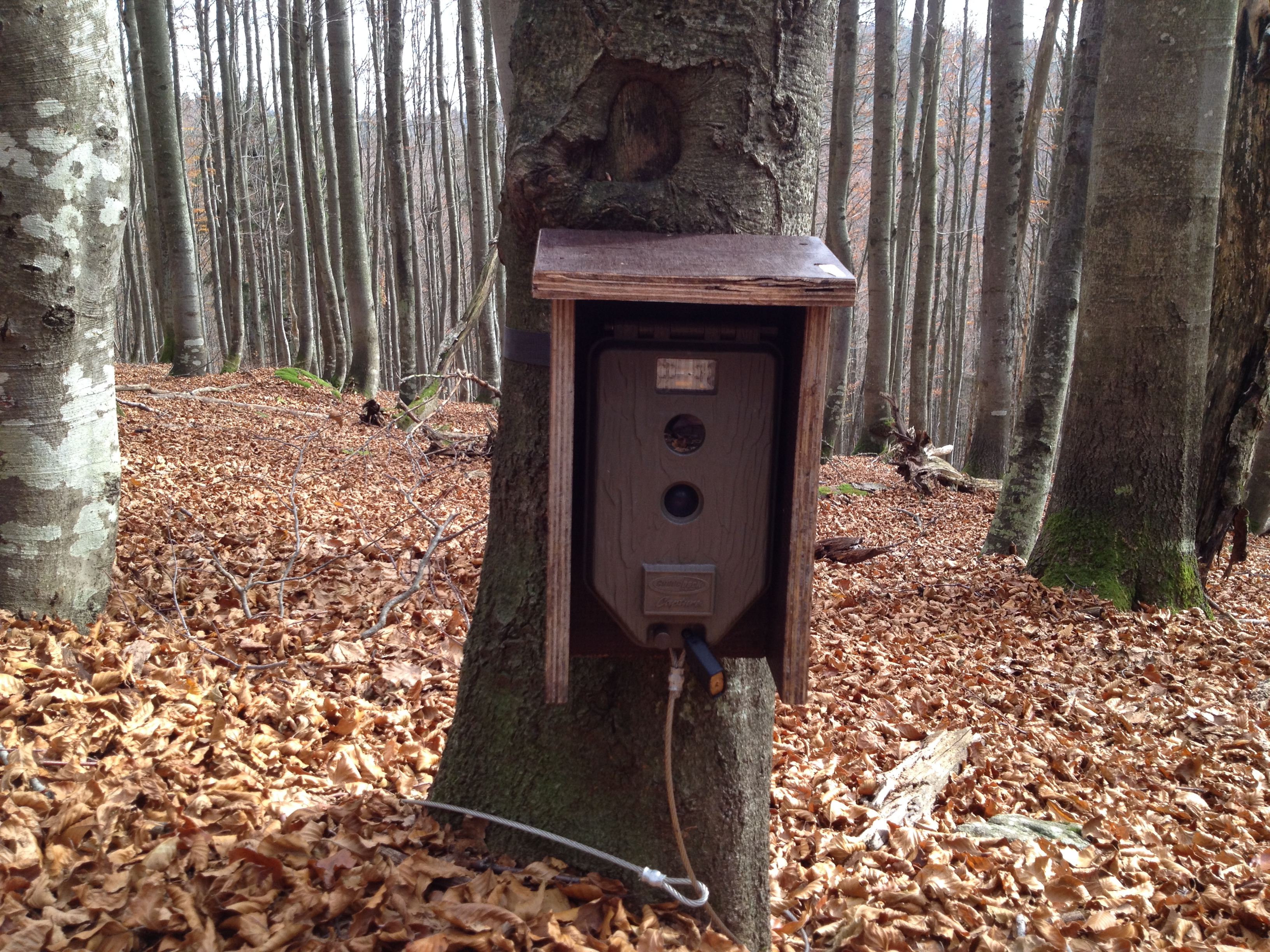
Eine Wildkamera unterhalb des Lusen im Nationalpark Bayerischer Wald

Als Wildkamera wird heute eine Digitalkamera bezeichnet, die mit Bewegungssensoren und/oder Temperatursensoren oder einer Lichtschranke ausgerüstet ist und für Aufnahmen von Wildtieren sorgen soll. Abhängig vom Einsatzzweck ist die Wildkamera entweder mit Blitzlicht oder mit Infrarotblitz ausgestattet.
Weitere Bezeichnungen sind Tierbeobachtungskamera, Fotofalle oder Kamerafalle.
Wildkameras werden auch als Überwachungskameras eingesetzt, wenn keine vollwertige Videoüberwachungsanlage installiert werden soll.
Im Gegensatz zu einer Wildkamera werden sogenannte Crittercams am Tier selber befestigt, um dessen Bewegungen und Lebensraum zu studieren.

## Verwendung
Verwendet werden Wildkameras etwa zur Aufnahme von wild lebenden Tieren sowohl im Rahmen des Jagdwesens als auch in der biologischen Feldforschung. Sie sind wichtige Instrumente in Untersuchungen über das Brutverhalten von Vögeln, über seltene und nachtaktive Arten, die Größe von Populationen und deren Habitatnutzung. Zu diesem Zweck werden Wildkameras an Orten angebracht, die Wildtiere mit hoher Wahrscheinlichkeit aufsuchen, wie entlang von Wildwechseln. Sobald der Sensor die Anwesenheit eines Tieres erkennt, wird ein Foto ausgelöst, ohne das Wildtier zu stören.

## Geschichte der Wildkamera

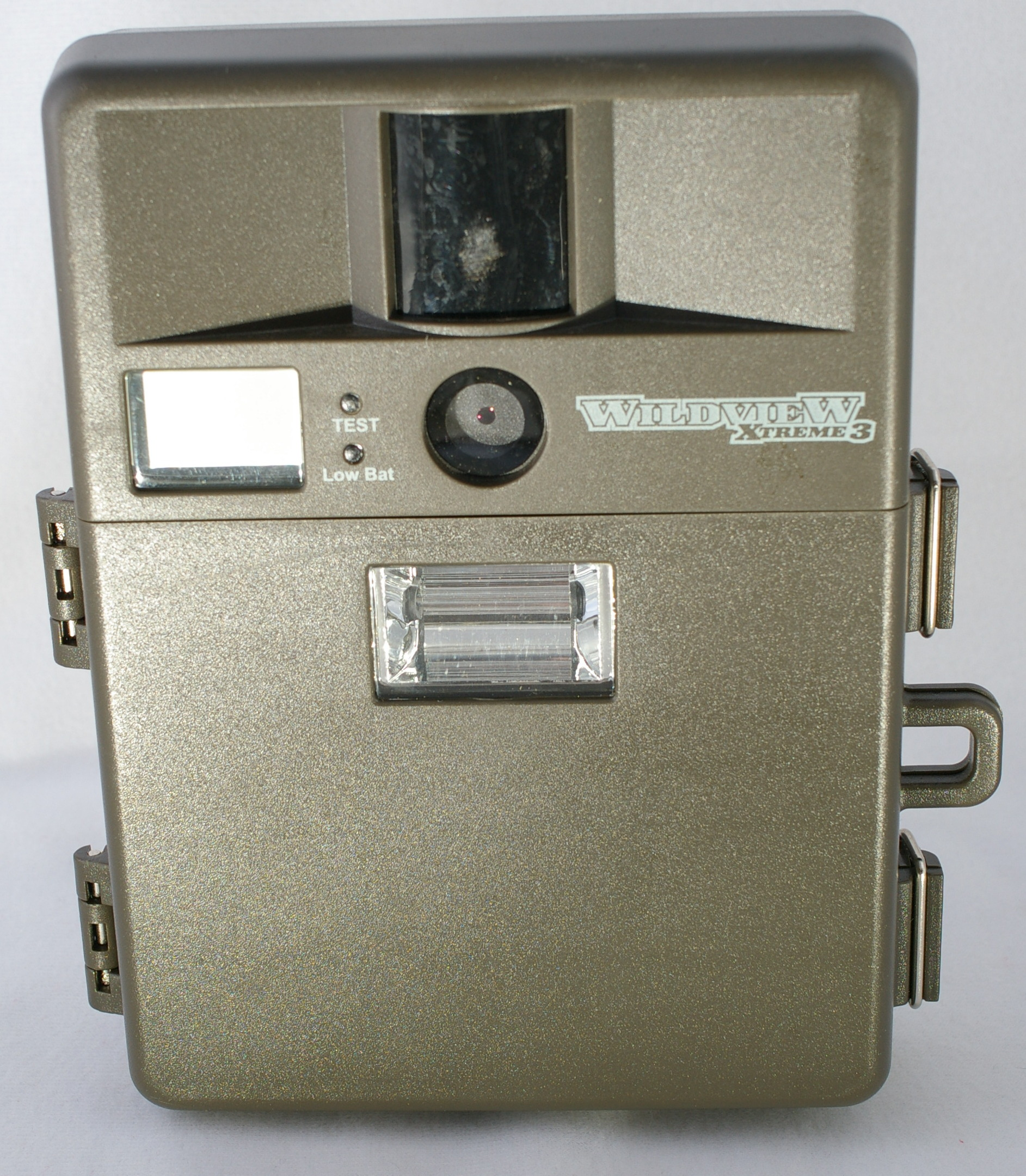
Eine Kamerafalle, 2008

Die Geschichte der Wildkamera startete mit den Aufnahmen der Wildtiere von George Shiras III im späten 19. Jahrhundert. Im Jahr 1906 veröffentlichte National Geographic die ersten Bilder, die auf seinen Materialien basierten. Die ersten Kameras waren mit einem 35 mm-Kleinbildfilm für bis zu 36 Bildern ausgerüstet. In den 1920er Jahren benutzte Frederick Walter Champion in den Sivalik Hügeln im Norden Indiens Kameras zur Aufnahme von Wildtieren die mithilfe von Stolperdrähten ausgelöst wurden. Mit dieser Technik erhielt er bemerkenswerte Aufnahmen, die zu den ersten von wild lebenden Bengalischen Tigern, Indischen Leoparden, Lippenbären und Indischen Wildhunden gehören.
Erst zu Beginn der 1990er Jahre wurde das Konzept des Einsatzes von Wildkameras in der Feldforschung über Tiger weiterentwickelt. Diese Modelle bestanden aus einer Kamera mit einem weitwinkligen Objektiv, einem Blitzlicht, einer Solarzelle und einer druckempfindlichen Matte. Die Solarzelle wurde so hoch wie möglich in einem Baum angebracht, um das Blitzgerät zu betreiben, das einige Meter entfernt von der Kamera platziert wurde. Die an die Kamera angeschlossene Matte wurde etwa 1 cm tief in den Boden eingegraben, mit Laub bedeckt und so eingestellt, dass die Kamera erst auslöste, wenn ein Tier darauf trat, das schwerer als 5 kg war.
Schon wenige Jahre später wurden die ersten Wildkameras mit infraroten Wärmesensoren in der Feldforschung getestet, die jedoch nur bei kühlen Temperaturen brauchbare Ergebnisse liefern, wenn die Körpertemperatur der untersuchten Tiere wesentlich höher ist als die Temperatur der Umgebung.
Die Entwicklung der Wildkamera führte bis zur Übermittlung der Aufnahmen durch MMS oder E-Mail. Heute gehören digitale Wildkameras zum saisonalen Sortiment vieler Supermarktketten.
Im Frühjahr 2025 veröffentlichte Google mit SpeciesNet ein ‚KI‘-Modell zur automatischen Identifikation von Wildtieren.

## Auslösung
Mittlerweile wird im Wesentlichen zwischen automatischen und selbstauslösenden Kameras unterschieden. Automatisch auslösende Kameras werden so programmiert, dass sie kontinuierlich oder in bestimmten Intervallen auslösen. Sie werden vorwiegend in verhaltensbiologischen Studien über Vögel angewendet, sind aber auch als Webcams sehr populär geworden. Dagegen sind selbstauslösende Kameras solange inaktiv, bis ein Ereignis eine Aufnahme auslöst. Die Einstellung des Auslösers wirkt entweder mechanisch oder infrarot. Aktive infrarot-gesteuerte Kamerafallen senden einen kontinuierlichen Lichtstrahl aus, bei dessen Unterbrechung das Bild ausgelöst wird. Passive infrarot-gesteuerte Kamerafallen haben zwei nebeneinander angebrachte Sensoren, die Bewegung und Temperatur messen und bei Veränderung von Messwerten das Bild auslösen.

## Eigenschaften der Wildkamera

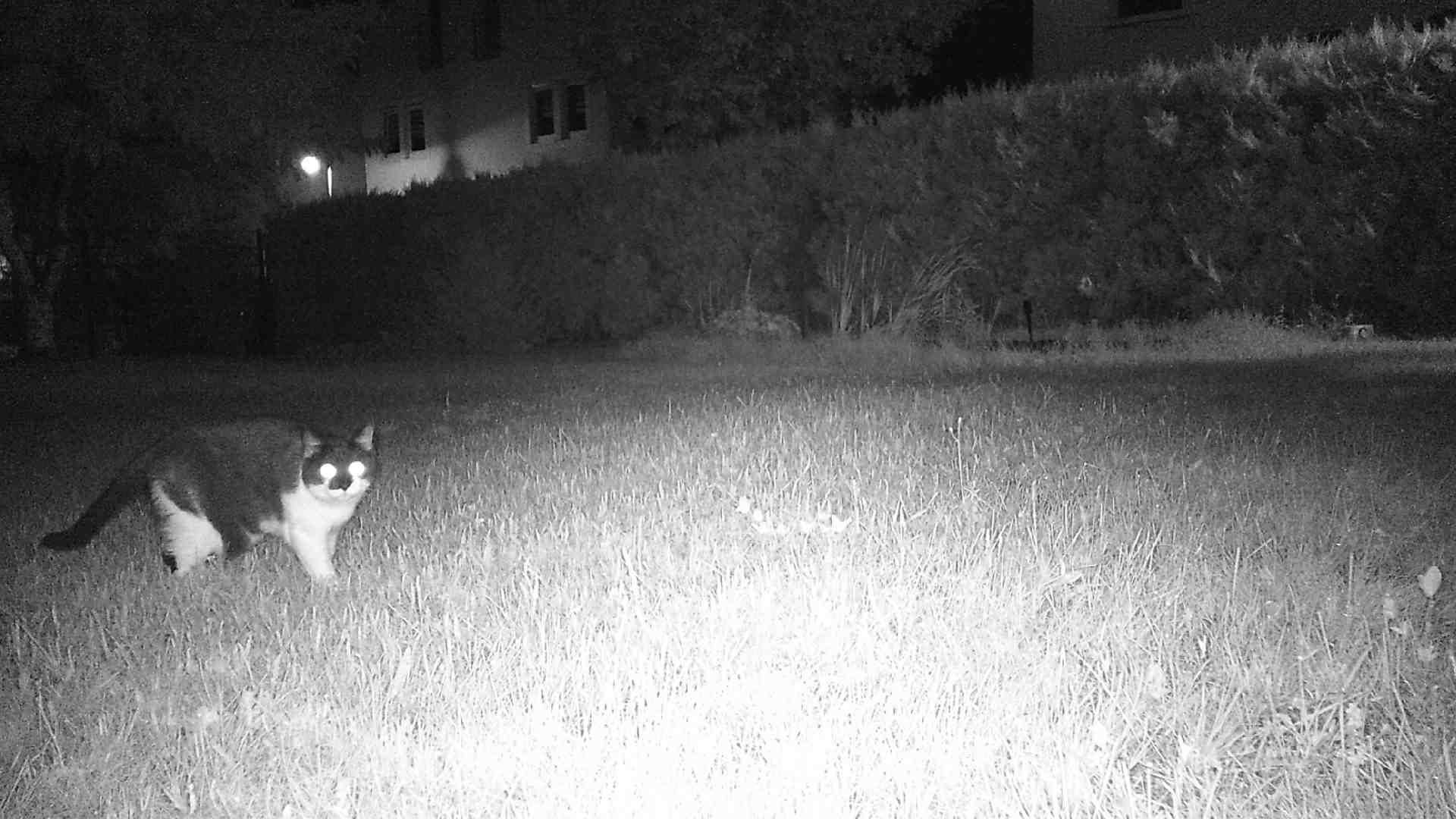
IR-Nachtaufnahme einer Katze durch eine Wildkamera

- Der Radius der Aufnahme ist die Zone, in der die Kamera auslöst. Das bedeutet, dass eine Aufnahme gemacht wird, wenn in diesen Bereich ein Lebewesen eindringt oder eine andere Bewegung erfolgt. Die Reichweite variiert tagsüber zwischen fünf und 30 Metern und ist auch sehr stark von Umgebungseinflüssen wie Temperatur, Wetter, Lichtverhältnissen und der Art des Objekts abhängig. Nachts kommen Anzahl und Leistung der IR-LEDs hinzu, die den ausgeleuchteten Bereich und damit die Reichweite zusätzlich eingrenzen, die daher deutlich unter den tagsüber gemessenen Werten liegt.

- Der Sensorwinkel, bei dem die Kamera ausgelöst wird, kann auf Werte von 10 bis 90° eingestellt werden.
- Die Auslösezeit zeigt, wie schnell das Gerät ein Bild aufnimmt.
- Da auf jedem Foto das Datum und die Uhrzeit abgebildet sind, weiß der Betrachter genau, welches Tier zu welcher Uhrzeit an der überwachten Stelle war.
- Die Bildauflösung, also die Gesamtzahl der Bildpunkte, kann von 1 MP (1152 × 864 Pixel) bis 12 MP (4000 × 3000 Pixel) bei den neuesten Wildkameras gewählt werden.
- Eine Videofunktion sowie Nachtaufnahmen mit aktiver Infrarotbeleuchtung gehören heute zum Standardumfang der meisten Modelle.
- Neuere Geräte können auch eine Funk-Option aufweisen. Sie können die aufgenommenen Fotos über ein eingebautes SIM-Karten-Modul als MMS auf ein Mobiltelefon oder an eine E-Mail-Adresse versenden.

## Rechtliche Zulässigkeit
In Deutschland ist der Wald in der Regel öffentlich zugänglich. Die Zulässigkeit der Videoüberwachung öffentlich zugänglicher Räume regelt § 4 des Bundesdatenschutzgesetzes. Die zuständigen Aufsichtsbehörden für Datenschutz der Länder, die sich mit der Frage befasst haben, entnehmen dieser Vorschrift, dass der private Einsatz von Wildkameras in öffentlich zugänglichen Wäldern grundsätzlich unzulässig ist. Zu wissenschaftlichen Zwecken können Ausnahmeregelungen beantragt werden.
Privatgelände, wie den eigenen Garten, darf der Besitzer überwachen. Aus Datenschutzgründen darf dabei kein öffentlicher Raum (Straße, Gehwege) mit überwacht/fotografiert werden. Auch müssen Besucher erkennbar darauf hingewiesen werden, so dass sie die Möglichkeit haben, sich gegen einen Besuch zu entscheiden, wenn sie nicht fotografiert werden wollen. Halböffentliche Wege, z. B. von der Straße zum Briefkasten oder zur Türklingel, die beispielsweise ein Postzusteller nicht vermeiden kann, müssen ebenfalls ausgespart bleiben.

## Kosten
Wildkameras kosten 40 bis 230 €, mit SIM-Karten-Modul ab 170 €. Die aufgestellten Geräte werden gelegentlich beschädigt oder gestohlen, sodass den Wissenschaftlern beträchtlicher finanzieller Schaden entsteht und wertvolle Daten verloren gehen. Neuere Geräte werden daher mit verschließbaren Metallgehäusen versehen und speziell befestigt, um Diebstahl und Schäden zu vermeiden. Daneben werden Gehäuse angeboten, die in Tarnfarben eingefärbt sind und gegen Feuchtigkeit schützen.
Im Netz kursieren diverse DIY- und rudimentär als Open Hardware dokumentierte Wildkameras zum freien Nachbau. 